# Internationella dokumentärfilmsfestivalen i Amsterdam
Internationella dokumentärfilmsfestivalen i Amsterdam (IDFA) är världens största filmfestival för dokumentärfilm. Festivalen arrangeras årligen sedan 1988.
IDFA sätter den så kallade kreativa dokumentären i centrum. Festivalen väljer framförallt ut filmer där filmaren på ett idérikt, nyskapande och filmisk sätt skildrar ämnen som är intressanta och relevanta för dagens samhälle. Festivalen delar ut sex priser för bland annat bästa långa och bästa korta dokumentär samt ett publikpris och ett ungdomspris.
Parallellt med själva huvudfestivalen arrangeras diverse sidoprogram och workshops samt en marknad och ett filmforum kallat Docs. Docs är Europas största forum för presentation (pitch) och medfinansiering av dokumentärfilmsprojekt.
Svenska filmare som tilldelats pris vid festivalen är bland annat Erik Strömdahl med filmen Samlaren (1990), Erik Gandini med Surplus - Terrorized into being consumers (2003) och Hanna Heilborn och David Aronowitsch med kortfilmen Slavar (2008).
År 2015 fick Jerzy Sladkowski priset för bästa långflmsdokumentär för Don Juan.